# Plague Inc.
『Plague Inc.』（プレイグインク）は、Ndemic Creations(AndroidはMiniclip.com)よりリリースされたシミュレーションゲームである。対応機種はAndroid・iOS。さらにPC版では『Plague Inc: Evolved』も発売されている。日本語版の副題は「伝染病株式会社」。

## 概要
病原体をつくり、全世界の人類に感染させ、滅亡へと導くことを目的とする。最初に使える病原体は限られているが、ゲームを進めていくうちに次の病原体が解放される。有料で購入できるものもある。多くのモードにおける最終目的は人類滅亡だが、全人類を「支配」する、または「幸せ」にするなどの目的も存在する。
プレイヤーは全くの第三者（神の視点）となり、ゲーム画面には世界地図が表示される。また、ソーシャル機能を用いたランキングにも対応している。
なお、本作では子どもが歌う「Ring-a-Ring-o' Roses」が流れる場面がある。
Android版はMiniclip.comが介入しており、外注アプリとなっている。アプリの出来映えやレイアウトにNdemicCreationsが直接製作したiOS版とで様々な箇所に差違が見られる。

### Plague Inc: Evolved
本作のWindows移植版は、『Plague Inc: Evolved』（以下：Evolved）という題名で、Steamで配信されている。
『Evolved』では下記の仕様変更・追加が施されているほか、課金要素はすべて実装済みで、その分価格は高くなっている。
- グラフィックが全体的に強化され、バブルなども立体的になっている。
- 一部のBGM・SEが一新された。
- マルチプレイが追加され、対戦モードとCo-opモードができるようになった。
- カスタムシナリオが追加された。自分でシナリオを作れるようになり、世界中のプレイヤーが作ったシナリオをプレイすることができるようになった。

その他にも様々な仕様が変更・追加された。

## 開発
本作の開発者であるジェームズ・ヴォーンは、経営コンサルタントをしていた2011年に何かクリエイティブなことをしたいと考えはじめ、考えた末に洗練されたモバイル向けの知的なストラテジーゲームを作ることを思い立った。
ヴォーンはフラッシュゲーム『Pandemic 2』をプレイする中で、『Pandemic 2』に新しいアイデアを加えてもっとよいものにしていきたいとファミ通とのインタビューの中で述べている
。また、『Pandemic 2』のほかにも、『コンテイジョン』や『12モンキーズ』といった映画や、『草の死』などの小説の影響を受けて本作を製作したとファミ通とのインタビューで述べている。
本作制作時、ヴォーンはまだ経営コンサルタントの仕事で多忙だったため週末の夜しか制作に取り掛かることができず、制作開始から配信まで1年を費やした。
また、ヴォーンは本作を個人的な趣味として制作したため、開発費を5000ドルしかかけることができなかった。また、自分でできないことは、インターネットを通じて3人の人物に手伝ってもらった。

## ゲームの進め方

### 前準備
1. まずは伝染病タイプ（後述）を選択する。
2. 次に難易度選択に移る。特定の条件を満たしていれば「チート」と呼ばれる特殊な特徴を伝染病に追加できる。
3. 伝染病に名前をつける。デフォルトで名前が決まっているものもあるが、プレイヤーの好きな名前をつけることが可能。
4. 遺伝コード（後述）を挿入もしくは変更し、ゲーム本編へと進む。

### 本編開始後
まず、世界地図から感染開始国を選択して、本編を始める。それぞれの国には感染に大きく関わるパラメータとなる特徴があり、例えば日本は「空港」「港湾」「裕福」「都会的」「安定した気候」である。なお、最低限繁殖できるように、開始国の環境に対してある程度適性を得ることができる。
画面下部に表示される「病気」タブの中には「伝染」、「症状」、「能力」というタブがある。これらは後述する伝染病タイプによって内容が変化する。
「World」タブには健康、感染、死亡の総数が確認できる「World」、Cure（特効薬）の開発状況が確認できる「Cure」、それらのグラフや非感染や破滅した国が確認できる「Data」のタブがある。
病原体の進化には「DNAポイント」が必要であり、代表的なものを以下に挙げる。
- バブルをタッチする。非感染国に伝染病が広まった時に出現するレッドバブル、感染した国からランダムで出現するオレンジバブルなどがある。
- 感染、死亡の被害を拡大させる。その人数によって少しずつだが、自動的に加算されていく。

進化に当たって、どの程度の効果が得られるかは画面下部にある「感染力」「危険度」「致死率」のパラメータで判断可能。しかし、国家間の感染力と国内の感染力は別であったり病原体や開始国によって各種環境耐性に差があったりなど、多数の隠しパラメータによってパラメータからは想像できない侵攻の仕方をすることがある。
全人類を感染させ、それぞれの目標を達成することができればクリア。Cure（治療薬）の完成による伝染病撲滅、もしくは全人類に感染する前に感染者が全滅するとゲームオーバーになる。

### 難易度による特徴
このゲームには4つの難易度があり、プレイヤーは本編開始前に任意に選択することができる。
Easy
初心者向けの難易度。人類の抵抗も非常に緩いもので、「誰も手を洗わず、感染を防ごうとしない」「研究医が働かず、特効薬の開発が遅い」「感染者はハグされ、より感染拡大の可能性が増す」という設定となっている。クリアすると銅色のバイオハザードマークが表示される。
Normal
中級者向けの難易度。「半数以上の人が手を洗う」「研究医が週3日働く」「感染者は無視される」という設定となっている。クリアすると銀色のマークが表示される。
Hard
上級者向けの難易度。「手洗いを強迫的に行う」「研究医が常に働く」「感染者は投獄される」という設定で、感染速度が低下し、特効薬開発の速度が上昇している。クリアすると金色のマークが表示される。
超Hard
Hardよりも難しく、ランダムで行われる健康診断によって伝染病が察知されやすく、特効薬の開発が速いため、DNAポイントを貯めることすら難しくなっている。クリアすると六角形のプレートに囲まれたマークが表示される。

## 伝染病タイプ
病原体には、それぞれ固有の能力が存在する。それらの特徴を理解し、上手に進化させていくことが攻略の決め手となる。

### 通常伝染病タイプ
最初はバクテリアのみ選択可能だが、難易度NormalまたはHardでクリアすることにより、新たな病原体が解放されていく。
バクテリア
最初から選択可能なタイプ。固有能力である「バクテリア抵抗力」は、温暖、寒冷両方の気候に対応できるように耐性を持たせることができる。
ウイルス
バクテリアを攻略することで選択可能になる。プレイヤーの指示に関わらず、自らの能力を変異させることが多い。さらに、退化に必要なポイントが多いため、制御は不可能。固有能力である「ウイルス不安定度」は、変異の可能性を上昇させることができる。
真菌
ウイルスを攻略することで選択可能になる。胞子は長距離移動できない一方、固有能力である「胞子破裂」を用いることで、ランダムで1つの非感染国に伝染することできる。また、3度胞子破裂を選択すると、「胞子爆発」という複数の非感染国に感染させることのできる能力が出現する。胞子破裂と胞子爆発のセットは2つあり、合わせて最大22か国増やすことができる(連続で進化させると対象国が被ってロスになってしまう場合がある)。さらに、すべて進化させることで感染力を大きく上昇させる「胞子強化」が進化可能となる。
パラサイト
真菌を攻略することで選択可能になる。DNAポイントが溜まりにくいという特徴を持つ。固有能力である「共生」は、危険度を減少させることによって病原体の発見を遅らせることができる。また、進化すると危険度の減少に加え、伝染速度が上昇する。危険度を0まで下げることで健康診断をされない限りどれだけ感染しても多少症状を進化させても見つからない完全ステルス戦法が可能。
一方、初期の危険度が高いため、共生を進化させないとかえって発見されやすい。さらに、密かに進行することに長けているため、強制的に発見される超ハードや所要日数が重要なシナリオでの高評価狙いではかなり不向き。
プリオン
パラサイトを攻略することで選択可能になる。自己進化のスピードが遅く、発見されにくい。固有能力はCure開発の速度を低下させる「神経萎縮」。
パラサイト同様、進化させないとむしろ他の病原体よりCureの開発速度は速い。さらに、感染者を殺害する速度も比較的遅いため、やはりシナリオには不向き。
ナノウイルス
プリオンを攻略することで選択可能になる。研究所から逃げ出すもナノウィルスを殺害するコードが送信されているという設定のため、開始直後にCureの開発が始まる。固有能力はCure開発の妨害できる「コード断片妨害」とCureを大きく下げる「過激分子安定化」。「コード断片妨害」を最後まで進化させると感染力が低下するのに対し、「過激分子安定化」を最後まで進化させると感染力を上昇させることができる。
生物兵器
ナノウイルスを攻略することで選択可能になる。致死率の加速度を示す隠しパラメータ「致死性」を持ち、時間経過と共に致死率が上昇していく為、人類への感染が終える前に感染者が全滅する可能性が高い。固有能力は複数あり、「遺伝子圧縮」は致死率の上昇率を減少させる。「改変遺伝子無力化」は現在の致死率を減少させる。「核酸中和」は致死性をリセットする。これらを全て進化させると「破壊遺伝子解放」が出現し、致死率が最大となる。

### 特殊伝染病タイプ
上記7つの伝染病タイプと異なり、伝染・症状・能力全てが専用のものとなっている。また、脳食い虫以外はそれぞれ遺伝子コードが一部専用のものに置き換わっている。
脳食い虫
通常伝染病タイプ全てをHard以上の難易度でクリアすることで選択可能となる。宿主の脳に寄生して操るという設定を持ち、全人類を滅亡させるほかにも、「全人類を支配する」という特殊クリアがある。パラサイト同様、危険度を下げることでステルス戦法が可能。また、特殊能力として、ランダムで任意の国に感染者を送り込める「トロイ」がある。これにより、船でしか感染させられない島国にも直接感染させられる。
ネクロアウイルス
脳食い虫をHardでクリアすることで選択可能となるタイプ。いわゆるゾンビ化ウイルス。当初は消化器や感覚の異常を引き起こす程度で一見すると狂犬病の一種に見えるが、ある程度進化させることで感染者を殺してゾンビ化させることが可能となる。ゾンビ化すると同時に選択可能な能力が多数出現するという特徴をもつ。この病原体を選んだ時のみ、Cureの他にZCOMという対ゾンビ部隊が出現する。退化に多大なポイントが必要。
死体であるため、時間経過によって腐敗が進行して完全に死亡してしまう。暑い国では特にその傾向が強い。
ゾンビ化失敗の確率を示す「死体損壊度」を持つ他、戦闘力はその国における総ゾンビ数と危険度に比例する。ただし、あくまで危険度は目安であり、症状によって一般人とZCOMに対して別々に戦闘力が設定されている。対するZCOMは担当国のゾンビと交戦を繰り返し、ゾンビの数を減らしてくる。ZCOMはその国が崩壊するまで活動する。
唯一、Cureが100％になっても続行可能な病原体。逆に言えば、ほぼCureは100％になるであろうこと前提のバランスとなっている。そのためか、評価にCureはあまり考慮されないようである。
猿インフルエンザ
映画『猿の惑星: 新世紀』とのコラボレーションによって生まれた病原菌。通常伝染病7つの他、脳食い虫とネクロアウイルスをHardでクリアすると選択可能となる。人間への感染は通常通りだが、「猿神経創世記」を進化させることで世界中の猿を知能に目覚めさせることができる。ネクロアウイルスにおけるZCOMのような立場としてGen-sys研究所が登場する。こちらもウィルス系列であるため、高頻度で変異して退化が困難である。
猿神経創世記の進化後、固有能力である集落の形成・人類への襲撃・任意の国への移動の3つが使用可能となる。また、サブパラメータとして猿の感染数及び死亡数が別途用意される。そのままではそれぞれ別途に感染していくだけであるが、ヒト科ブリッジという伝染形質の取得によって猿から人類に伝染させることが可能となる。隠しパラメータとして、猿への感染力が存在している。集落の形成によって、そこに住まう猿の数に比例してランダムでポイントが得られる。
影の伝染病
通常伝染病7つの他、脳食い虫とネクロアウイルス、猿インフルエンザをHardでクリアすると選択可能になる。他の病原体と異なり、感染国を選択するとその国に患者第1号ではなくヴァンパイアが1体現れる。この病原体を選んだ時のみ、対ヴァンパイア部隊であるテンプル騎士団が現れる。
ヴァンパイアと病原体はそれぞれ別に活動し、別の特性を持つ。ヴァンパイアは体力の概念あり、食事のために滞在国の人間を食い殺す（絶滅した国だと飢えて体力が減る）。固有能力により、人間襲撃・任意の国への移動・隠れ家の形成・滞在国の感染を強化、といったことが可能。さらにその能力の応用も存在する。
0ポイントで獲得できる症状形質「影の祝福」によって、はじめて病原体としての側面を持つようになる。固有能力で致死率を上がってしまうが感染者の中の「適性」があるものをヴァンパイアにする。ヴァンパイアが発生するとこの効果は解除され、再度の実行が可能となる。また、人類を奴隷化する症状も存在し、国民全員が感染すると国家が破綻する。ちなみに、Cureに対してヴァンパイアは中毒を発生させてしまうため、完成すると致命的に弱体化し、間もなく体力が尽きてしまう。
感染が広まると研究所が、殺害などでヴァンパイアの存在が周知されると騎士団が出現するようになる。これらの出現は連動していないため、影の祝福を取得せずにひたすら殺害して回り、先に騎士団を出現させて撃破するという立ち回りが可能。
クリアするにはこれらの能力の機能を理解する必要があり、難易度が高め。

### 専用伝染病タイプ
シナリオモードでのみ使用できる特殊な伝染病。
リトルヘルパー（脳食い虫）
特殊伝染病である脳食い虫の一種。致死性を上げる能力はなく、災害などのイベントも含めて人間が死亡することはない。パーティを開催したり、脳食い虫がバカンスをしたりといった平和的なものがほとんどであり、能力の進化によっては、サンタクロースがトナカイの操縦する飛行機からプレゼント爆撃を行うという事態も起こる。
黒死病
開始時に特定の能力が進化済みとなっており、それらは退化不可能となっている。
天然痘
開始時にすでに致死性が高い為、難易度は高い。
豚インフルエンザ
ニパウイルス
冷凍ウイルス
3万年もの間シベリアで凍り付いていたウイルス。
狂牛病
開始時に既にいくつかの症状が解放されているほか、「急性脳炎」が単独で解放可能な状態となっている。突然変異すると致死率が大幅に上がるが、危険度も最初から高い為、あっという間に各国が鎖国状態になってしまう。

## Cureモード
2020年11月に実装されたモードであり、従来のモードとは逆に感染拡大を防ぐことを目的としている。
同モードにおいて、プレイヤーは国際的な疫病対策チームのリーダーとなり、感染の兆候を見つけ、ロックダウンや国境封鎖で感染の拡大を防いだり、地域の経済を支援したりすると同時に、ワクチンの開発を進めていく。
ただし、検疫措置に不満を持つ人間の数が増えると、国の検疫措置が成り立たなくなり、医療崩壊となる。また、行動制限を解除してパンデミックが拡大した場合、プレイヤーに割り当てられた権限力が低下し、0になるとリーダーの職を解かれてゲームオーバーとなる。

## 反響
本作はリリース直後から大ヒットし、2013年にスマートフォン版のバージョンアップで日本語に対応して間もなく、日本のiTunes有料アプリランキングで1位を獲得した。

### 現実世界での疫病の流行との関連
本作は、2012年に発売して以来、2014年のエボラ出血熱（西アフリカ）といった疫病が流行するたびに注目を集めている。
特に2019年末以降、中国の武漢市を発端に新型コロナウイルス感染症（COVID-19）が流行した際は、中国国内のユーザーが「シナリオクリエイター」をつかってこの疫病を題材としたシナリオを作成したほか、日本を含む複数の国のアプリストアのランキングにて本作が首位を獲得するなど、大きな注目を集めた。一部のユーザーやメディアからは本作がCOVID-19を題材としているのではないかという問い合わせが開発元に寄せられた。一方で、本作は中国のストアから削除される事態も発生しており、「国際ゲーム開発者協会日本（IGDA日本）」元代表の小野憲史はALIENWAREZONEに寄せた記事の中で、この事象についてゲームそのものよりも社会の側に問題があると指摘している。
開発元のNdemic Creationsは公式サイトに公開した声明の中で、ゲームのリアリティや教育性を追求したことは認めた一方、本作はあくまでゲームであり、現実社会を扇動するつもりはないと述べている。また、開発元は前述の声明の中で、COVID-19は現実の事象であるとし、健康機関から情報を集めるよう呼びかけた。
その後、開発元は感染症流行対策イノベーション連合（CEPI）と世界保健機関（WHO）に計25万ドル（約2800万円）の寄付を行うと共に、ゲーム本来の目的とは逆になる、感染拡大を防ぐモードをWHO専門家の監修を得ながら開発し、2020年11月に追加シナリオ「Cureモード」としてリリースした。

### 評価
本作はアメリカ疾病予防管理センターからは伝染病の感染モデルをリアルに表現している点を評価されている。
エキサイトの米光一成は、iTunes版について「伝染病になって人類滅亡を目指すというゲームは不謹慎かもしれない。だが、いざプレイしてみると、悪だと思えるものに感情移入する中で、多層的な視点で世界を眺め、世界の複雑さと豊かさを知ることができるゲームであることに気付いた」と評している。
ファミ通のBRZRKは、リアルタイムシミュレーションゲームを遊んでいるようで忙しかったと振り返っている。
小野憲史はまんたんウェブによせた記事の中で、キュアモードのゲームデザインについて「パンデミックには初動対策が有効だが、経済活動を抑え込みすぎると、民意が離れるという構造がデザインされている。」と説明し、現実のコロナ対策でも当てはまると述べている。また小野は、本作を通じて感染対策の理解を深め、ステイホーム等の実際の行動につなげることで開発者の意図が達成されると語っている。